# Tyce Carlson
Brendan "Tyce" Carlson (Indianápolis, 3 de setembro de 1970) é um ex-automobilista norte-americano.

## Carreira
Carlson correu entre 1996 e 2002 na IndyCar, disputando 30 corridas. Sua melhor classificação no campeonato foi um décimo-nono lugar em 1999.
Nas 500 Milhas de Indianápolis, participou em seis edições, mas largou em apenas duas (1997 e 1999). Em 1996 e 2001, falhou na classificação; em 1998 e 2000, bateu nos treinos.